# Palais de la Province et de la Préfecture
Le Palais de la Province et de la Préfecture, en italien Palazzo della Provincia e della Prefettura, est un palais public de Pérouse construit sur les ruines de l'ancienne forteresse Rocca Paolina.

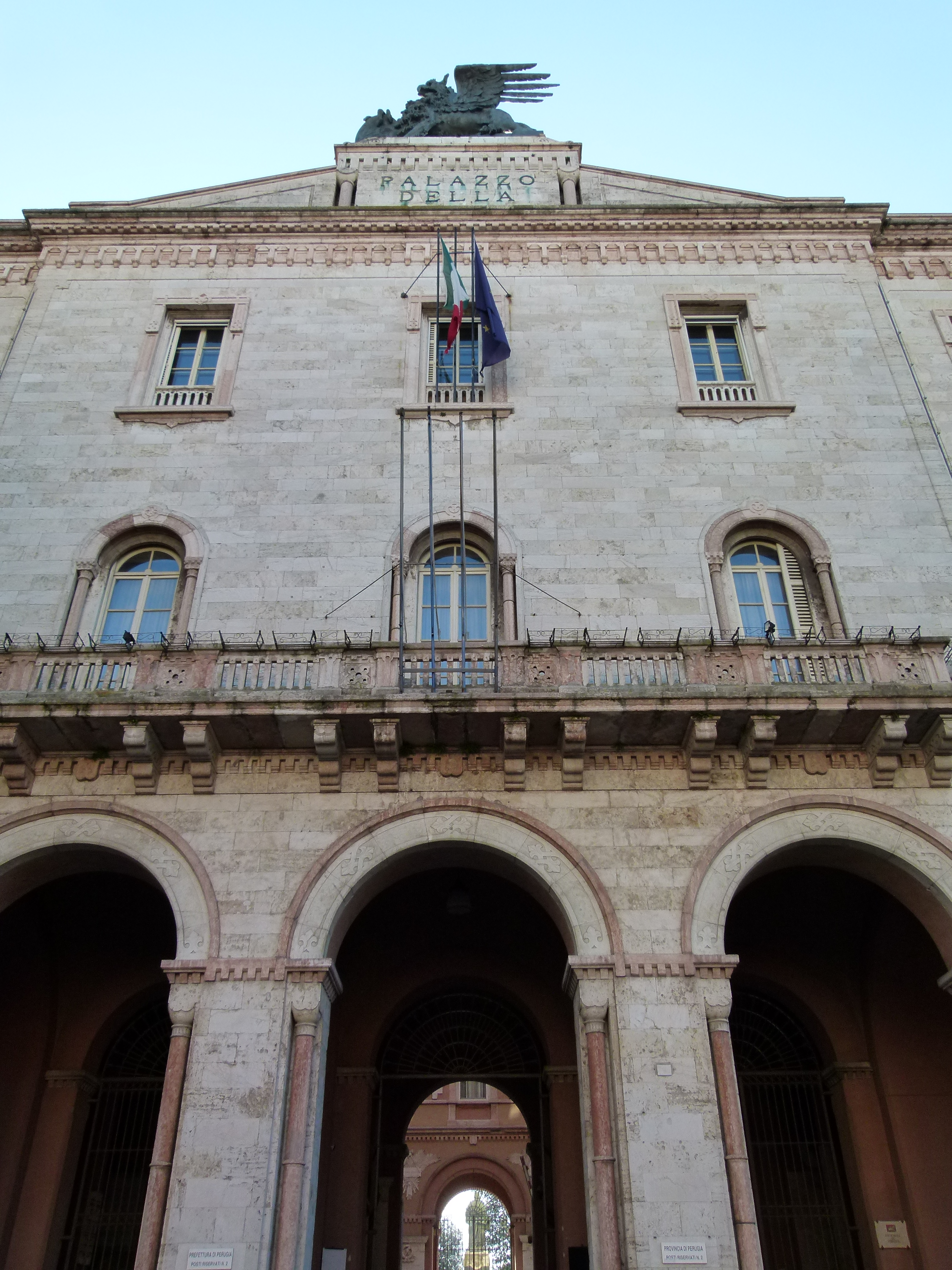
Palais de la Province et de la Préfecture par Alessandro Arienti (1867-1873)

## Histoire
Le Palais de la Province et de la Préfecture de Pérouse a été construit par l'administration municipale pour combler l'espace vide créé à la suite de la démolition de la forteresse Rocca Paolina ; ses fondations sont posées sur ses ruines. La destination de cet ouvrage public n'avait pas été définie, on pensait initialement l'affecter à l'Académie des Beaux-Arts, pour cette raison il portait un nom anonyme : Palazzo Nuovo ou Fabbrica di Mezzo, parce qu'il se trouvait dans la zone centrale occupée par les ruines de la Rocca, où d'autres bâtiments privés ont été construits autour d'elle immédiatement après.
Le projet a été confié au milanais Alessandro Arienti, ingénieur en chef de la municipalité de Pérouse et remonte à 1867. Un « étranger », naturalisé de Pérouse, a été choisi pour sortir des conflits causés par des rivalités entre architectes locaux. Le projet reprend le style des bâtiments publics du nord, mais s'intègre à la bichromie blanc-rose ombrienne, donnée par l'utilisation de pierres locales. Arienti, formé à l'Académie de Brera à Milan, s'oriente pour ce travail vers des formes architecturales lombardes et néo-romanes, plus conformes à l'esprit du Risorgimento, puisant avec son éclectisme dans les décors de la fin du Moyen Âge et de la pré-Renaissance. Il a donc rejeté le style doré du XVIe siècle, qui avait caractérisé les premiers projets du Palazzo Nuovo, car il rappelait l'ancien régime papal. Alors que les premiers projets, présentés aux concours de 1860 et 1863 par des architectes locaux, uniquement dans un souci d'homogénéité stylistique avec le Palazzo Donini préexistant, reprenaient le « style roman ».
Les détracteurs sont surtout les architectes ombriens : Guglielmo Calderini et Nazareno Biscarini, qui voient leur projet rejeté.
Malgré la difficulté rencontrée pour construire sur les vestiges d'une stratification séculaire - on se souvient que ses fondations reposent sur le sous-sol du fort Paulin -, le projet a des côtés positifs intéressants :
1. Ses façades tournées vers les quatre points cardinaux sont visibles sur les quatre côtés, toutes d'égale importance ; chose inhabituelle pour une ville médiévale comme Pérouse.
2. Son volume en largeur dépasse tous les bâtiments de la place, mais l'arcade sur tout le périmètre confère transparence et légèreté aux parties maçonnées[1].
3. Sa hauteur, par conséquent ses étages (3 niveaux dont le sol) ont été déterminés par la hauteur du bâtiment préexistant, « mettant le nouveau bâtiment en proportion » avec le palais Donini[2].
4. La structuration des espaces intérieurs a été conçue de manière flexible, car l'usage prévu n'était pas défini au moment de la conception. Preuve en est qu'il se définit comme un pôle civique et politique, après l'aménagement et la décoration des locaux, réalisés entre 1872 et 1873, accueillant les bureaux de la Préfecture et de la Province ainsi que la résidence du Préfet.
5. Malgré l'ampleur du projet, il a été construit à peu de frais et a réutilisé les briques et pierres du fort Paulin[3].

## Architecture
La façade est articulée par des lignes horizontales alternant des bandes bicolores de pierre rose et de travertin blanc. La base est composée de puissants arcs en plein cintre, qui rappellent le classicisme romain. Le portique est comme le péristyle autour de la cella d'un temple, qui fait léviter l'édifice sur un panorama où le regard peut se perdre, et l'on respire « un air de liberté retrouvée ».
Le portique communique avec la cour intérieure de l'édifice, de nombreuses plaques commémoratives sont placées comme preuve de sa sacralité.
Trois arcs centraux du portique donnant sur la place forment l'entrée, au-dessus de laquelle se trouve une loggia.
Une corniche de style lombard entoure l'attique.
La décoration intérieure a été commencée en 1870 et terminée en 1875 et est due à une équipe de six peintres locaux : Domenico Bruschi, Mariano Piervittori, Matteo Tassi, Giovanni Panti, Marzio Cherubini et Niccola Benvenuti. Les symbologies de ses cycles picturaux sont consacrées aux thèmes de l'unification de l'Italie et aux citations de l'histoire locale.
En 1921, le conseil provincial a été dissous par le gouvernement fasciste et des modifications ont été apportées au bâtiment, déterminant d'autres fonctions pour les espaces intérieurs, heureusement en ne modifiant pas l'apparat décoratif.

## Collection Straka-Coppa
Depuis 1985, la Province est propriétaire de la collection Straka-Coppa, de Maria Teresa Straka-Coppa et Francesco Coppa, composée principalement d'œuvres de la période entre la fin du XIXe siècle et nos jours mais aussi d'œuvres anciennes telles que deux œuvres picturales siennoises du XIVe siècle auxquelles s'ajoutent des peintures et des meubles italiens des XVIIe et XVIIIe siècles. La collection n'est actuellement pas ouverte aux visiteurs.

## CERP- Parc des Expositions Rocca Paolina
Dans les sous-sols, le centre d'exposition CERP de la Province de Pérouse a été ouvert en 1985, où se déroulent d'importants événements culturels et expositions de la Région.